# Falkenstein (Königstein)
Falkenstein ist ein Stadtteil von Königstein im Taunus im südhessischen Hochtaunuskreis mit etwa 2700 Einwohnern.
Im Jahre 2002 wurde Falkenstein das Gütesiegel heilklimatischer Kurort verliehen, unabhängig von der Prädikatisierung Königsteins; eine bundesweit einzigartige Konstellation, dass ein Stadtteil einer Kurstadt über eine eigenständige Prädikatisierung verfügt. Falkenstein liegt am Fuß des Altkönigs und dessen Nebenkuppe Hünerberg.

## Geschichte

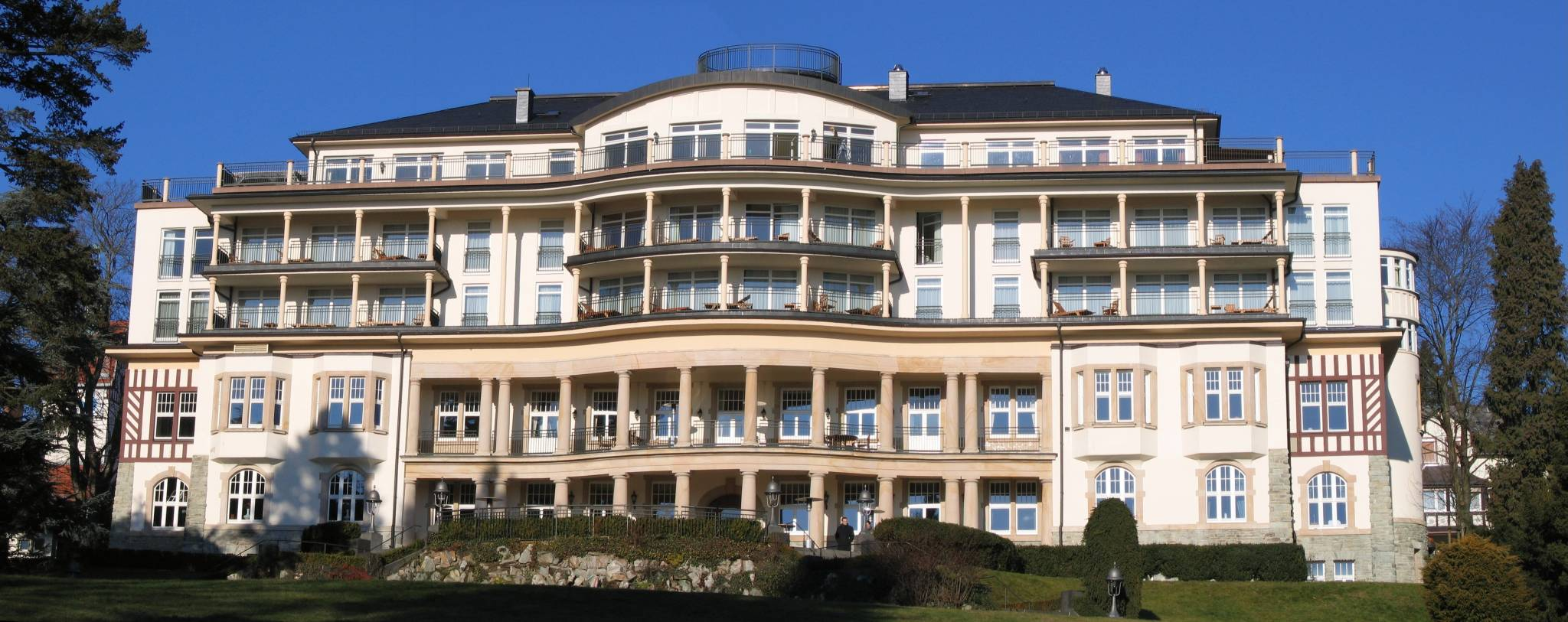
Kempinski Hotel Falkenstein

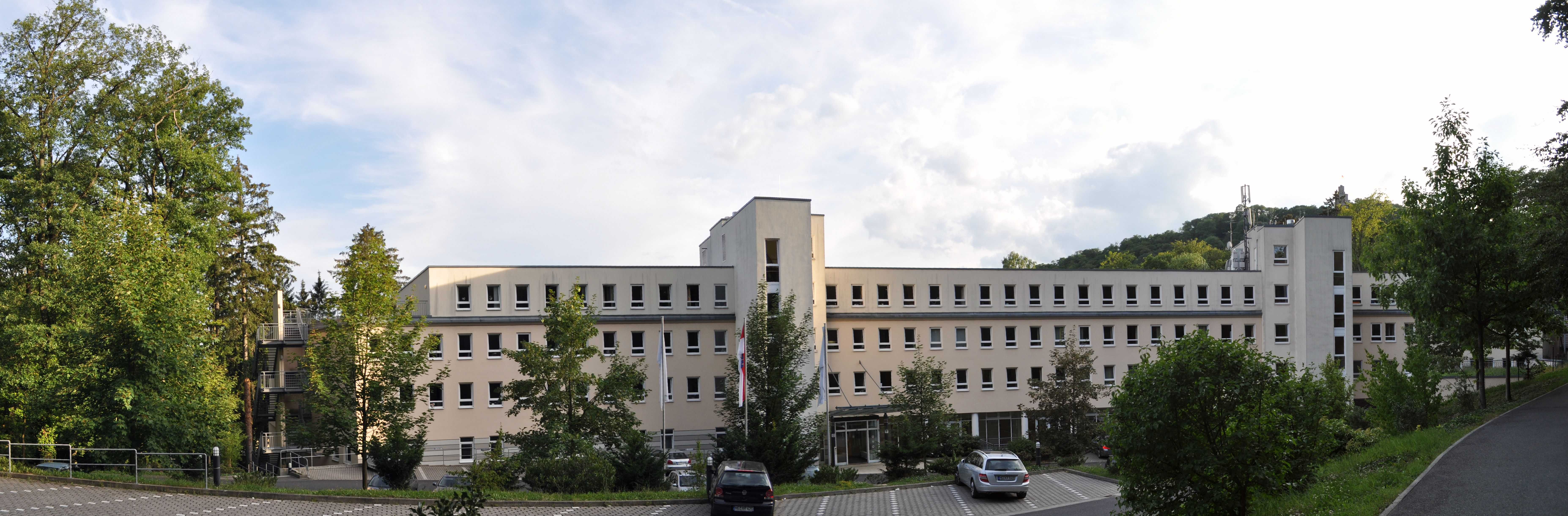
Asklepios-Klinik Falkenstein

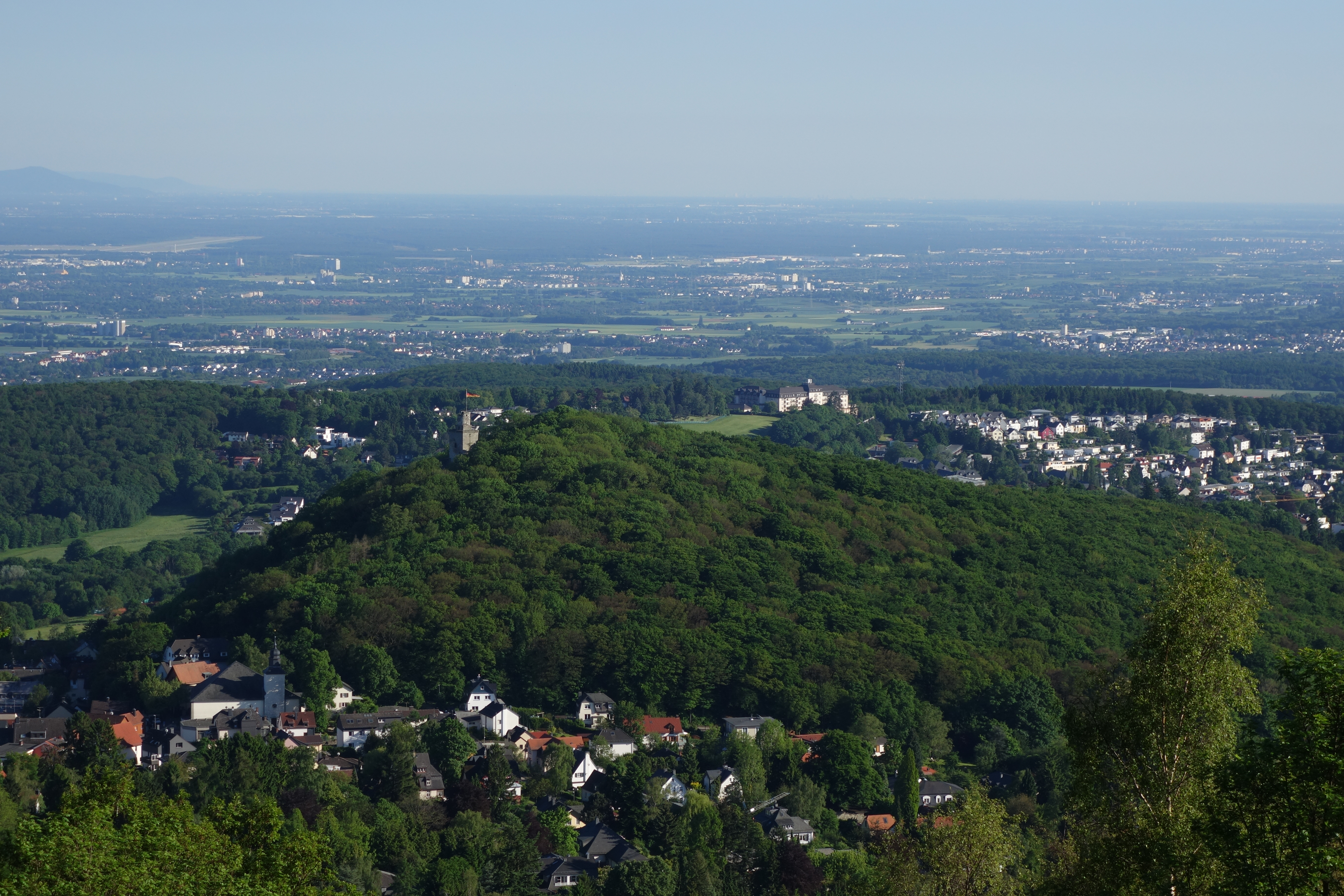
Blick von Norden, vom Lips-Tempel, auf Falkenstein sowie Burghain und Burgruine.

Bis ins 17. Jahrhundert hieß das heutige Falkenstein Nürings. Namensgeber waren die Gaugrafen von Nürings. Das Rathaus des Ortes wurde um 1650 erbaut.
Mit Urkunde vom 18. Januar 1680 erhielt Adolf Johann Karl Freiherr von Bettendorf (als Nachfolger des kinderlos verstorbenen Gerhard Adam von Staffel) Schloss und Dorf Falkenstein als Nassau-Weilburger Lehen.
1777 beantragte die damals aus 15 Familien bestehende jüdische Gemeinde den Antrag, ein Haus zu einer Schule und Synagoge umbauen zu dürfen. 1805/06 ließ sie das Haus abreißen und eine Synagoge bauen. 
1807 schlossen sich die Königsteiner und Falkensteiner Juden zu einer gemeinsamen Gemeinde zusammen. Sie pachteten 1809 ein Grundstück und legten den Jüdischen Friedhof Falkenstein an.
Im Jahre 1873 wurde eine Lungenheilanstalt errichtet, wofür Falkenstein bekannt wurde. Aus dieser Heilanstalt entstand für die Zeit zwischen 1909 und 1917 ein kaiserliches Offizierserholungsheim und danach eine Klinik für Multiple-Sklerose-Kranke. Seit 1999 ist in den komplett restaurierten Gebäuden ein Fünf-Sterne-Hotel untergebracht. Eine weitere bekannte Klinik ist die Asklepios Neurologische Klinik Falkenstein.
Während der Zeit des Nationalsozialismus bestand in Falkenstein bis 1939 eine Schutzorganisation für politisch Verfolgte im Hotel Frankfurter Hof, siehe Rest Home Projekt.
Im Jahre 1966 wurde der Burghain Falkenstein unter Naturschutz gestellt.
Im Rahmen der Gebietsreform in Hessen wurde bis dahin selbstständige Gemeinde Falkenstein zum 1. August 1972 kraft Landesgesetz nach Königstein eingegliedert. Gegen diese Gebietsreform hatte es in Falkenstein massiven Widerstand gegeben. Die Gemeindevertretung hatte einstimmig beim Landtag protestiert, eine informelle Bürgerbefragung hatte 1250 Unterschriften für die Selbstständigkeit ergeben und selbst eine Verfassungsbeschwerde beim Bundesverfassungsgericht war eingereicht (und abgewiesen) worden. Für Falkenstein  wurden per Hauptsatzung ein Ortsbezirk mit Ortsbeirat und Ortsvorsteher errichtet. Die Grenzen des Ortsbezirks folgen den seitherigen Gemarkungsgrenzen.

## Bevölkerung

### Einwohnerstruktur 2011
Nach den Erhebungen des Zensus 2011 lebten am Stichtag dem 9. Mai 2011 in Falkenstein 2535 Einwohner. Darunter waren 327 (12,9 %) Ausländer. Nach dem Lebensalter waren 552 Einwohner unter 18 Jahren, 963 zwischen 18 und 49, 456 zwischen 50 und 64 und 564 Einwohner waren älter. Die Einwohner lebten in 1098 Haushalten. Davon waren 342 Singlehaushalte, 306 Paare ohne Kinder und 345 Paare mit Kindern, sowie 84 Alleinerziehende und 21 Wohngemeinschaften. In 276 Haushalten lebten ausschließlich Senioren und in 705 Haushaltungen lebten keine Senioren.

### Einwohnerentwicklung
| Falkenstein: Einwohnerzahlen von 1834 bis 2014 | Falkenstein: Einwohnerzahlen von 1834 bis 2014 | Falkenstein: Einwohnerzahlen von 1834 bis 2014 | Falkenstein: Einwohnerzahlen von 1834 bis 2014 | Falkenstein: Einwohnerzahlen von 1834 bis 2014 |
| --- | ---------------------------------------------- | ---------------------------------------------- | ---------------------------------------------- | ---------------------------------------------- |
| Jahr |                                                |                                                |                                                | Einwohner                                      |
| 1834 | 1834                                           |                                                | 388                                            | 388                                            |
| 1840 | 1840                                           |                                                | 378                                            | 378                                            |
| 1846 | 1846                                           |                                                | 406                                            | 406                                            |
| 1852 | 1852                                           |                                                | 433                                            | 433                                            |
| 1858 | 1858                                           |                                                | 447                                            | 447                                            |
| 1864 | 1864                                           |                                                | 450                                            | 450                                            |
| 1871 | 1871                                           |                                                | 401                                            | 401                                            |
| 1875 | 1875                                           |                                                | 416                                            | 416                                            |
| 1885 | 1885                                           |                                                | 720                                            | 720                                            |
| 1895 | 1895                                           |                                                | 908                                            | 908                                            |
| 1905 | 1905                                           |                                                | 881                                            | 881                                            |
| 1910 | 1910                                           |                                                | 918                                            | 918                                            |
| 1925 | 1925                                           |                                                | 939                                            | 939                                            |
| 1939 | 1939                                           |                                                | 960                                            | 960                                            |
| 1946 | 1946                                           |                                                | 1.557                                          | 1.557                                          |
| 1950 | 1950                                           |                                                | 1.631                                          | 1.631                                          |
| 1956 | 1956                                           |                                                | 2.158                                          | 2.158                                          |
| 1961 | 1961                                           |                                                | 2.344                                          | 2.344                                          |
| 1967 | 1967                                           |                                                | 3.002                                          | 3.002                                          |
| 1970 | 1970                                           |                                                | 3.135                                          | 3.135                                          |
| 1980 | 1980                                           |                                                | ?                                              | ?                                              |
| 1990 | 1990                                           |                                                | ?                                              | ?                                              |
| 2000 | 2000                                           |                                                | 2.695                                          | 2.695                                          |
| 2005 | 2005                                           |                                                | 2.711                                          | 2.711                                          |
| 2011 | 2011                                           |                                                | 2.535                                          | 2.535                                          |
| 2014 | 2014                                           |                                                | 2.682                                          | 2.682                                          |
| Datenquelle: Historisches Gemeindeverzeichnis für Hessen: Die Bevölkerung der Gemeinden 1834 bis 1967. Wiesbaden: Hessisches Statistisches Landesamt, 1968. Weitere Quellen: LAGIS; Stadt Königstein im Taunus; Zensus 2011 |                                                |                                                |                                                |                                                |

### Historische Religionszugehörigkeit
| • 1885: | 0195 evangelische (= 27,08 %), 505 katholische (= 70,14 %), ein anderes christliche-konfessionelle2 (= 0,14 %), 18 jüdische (= 2,50 %) Einwohner |
| • 1961: | 1015 evangelische (= 43,30 %), 1180 katholische (= 50,34 %) Einwohner                                                                            |

## Politik

### Wappen
Am 4. August 1971 wurde der Gemeinde Falkenstein im damaligen Obertaunuskreis ein Wappen mit folgender Blasonierung verliehen: In Rot ein silberner Ring.

### Gemeindepartnerschaft
Seit 1967 besteht eine Gemeindepartnerschaft zwischen Falkenstein und Le Mêle-sur-Sarthe (Normandie/Frankreich).

## Verkehr
Von und nach Falkenstein verkehren Omnibusse der RMV-Linien 84 und 85, bestellt durch den Verkehrsverband Hochtaunus und betrieben durch die Hessische Landesbahn. Insbesondere in Tagesrandlagen sowie an Wochenenden und Feiertagen verkehren diese als Anruf-Sammel-Taxi. Erreichbar sind damit unter anderem die Bahnhöfe der Königsteiner und der Kronberger Eisenbahn.
Die einzige „Eisenbahn“ im weitesten Sinne, die je auf Falkensteiner Gemarkung verkehrte, war eine u. a. von Januar bis März 1980 durch die Firma Wayss & Freytag betriebene, mobile Einschienenbahn zwecks Unterhaltung und Ausbau eines rund 800 Meter langen Trinkwasserstollens am Fuße des Altkönigs.
Falkenstein ist über Zubringerstraßen nach Süden und Südosten angebunden an die Bundesstraßen 8 und 455.

## Kultur und Sehenswürdigkeiten

### Evangelische Martin-Luther-Kirche
Gegenüber dem Kempinski-Hotel liegt die evangelische Kirche. Die Kirche wurde vom Herborner Kirchenbaumeister und königlichen Baurat Ludwig Hofmann (1862–1933) als Architekten entworfen und 1914 eingeweiht. Der Stil der Kirche vereinigt Elemente der Romanik und des Jugendstils mit „heimatlichen“ Teilen. Als Baumaterial wurde graugrüner Mammolshainer Bruchstein verwendet, Fenster- und Türfassungen und Gesimse sind aus Basalt. An der Rückseite waren die Sakristei und eine Kaiserloge angebaut. Die Kaiserloge ist heute eine Gedenkstätte für die Weltkriegstoten.
Die Kirche ist mit Puttenkapitellen am Vorbau von der Kronberger Bildhauerin Hedwig Ostertag (1877–1945) und einem Altarretabel von Ferdinand Brütt, einem Mitglied der Kronberger Malerkolonie, geschmückt. Die Ausmalung von Gewölbe und Kirchenraum mit Jugendstilelementen stammt vom Frankfurter Kirchenmaler Rudolf Linnemann.

### Burgen

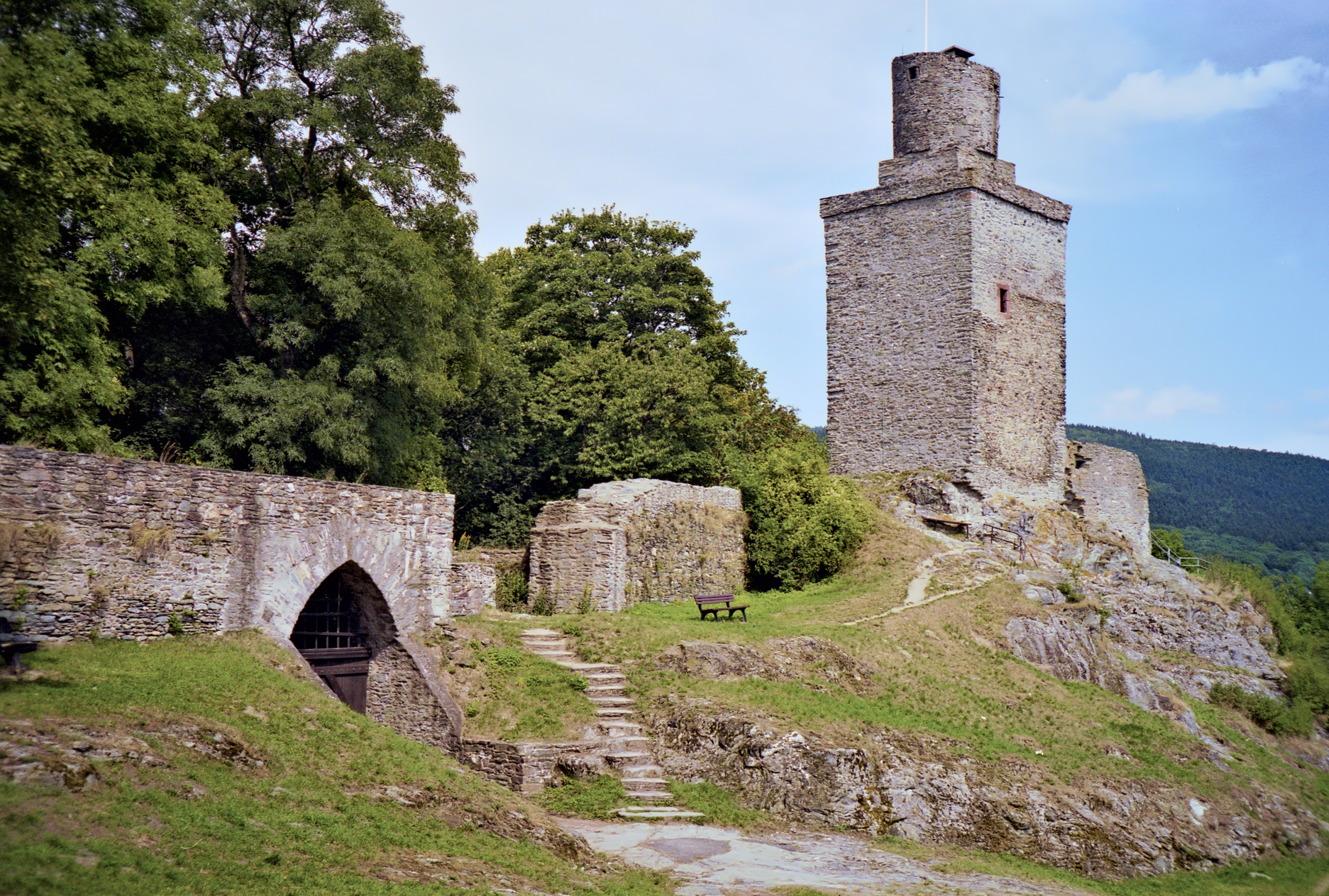
Burgruine Falkenstein

Wahrzeichen des Ortes ist die Burgruine Falkenstein, die auf dem Burghain Falkenstein den Ort überragt. Die bisher als Reste der älteren Burg Nürings angesprochenen Fundamentmauern 10 Meter südlich der Burg Falkenstein stammen wahrscheinlich erst aus der Zeit zwischen Ende des 13. und Anfang des 15. Jahrhunderts.

### Andere Bauwerke

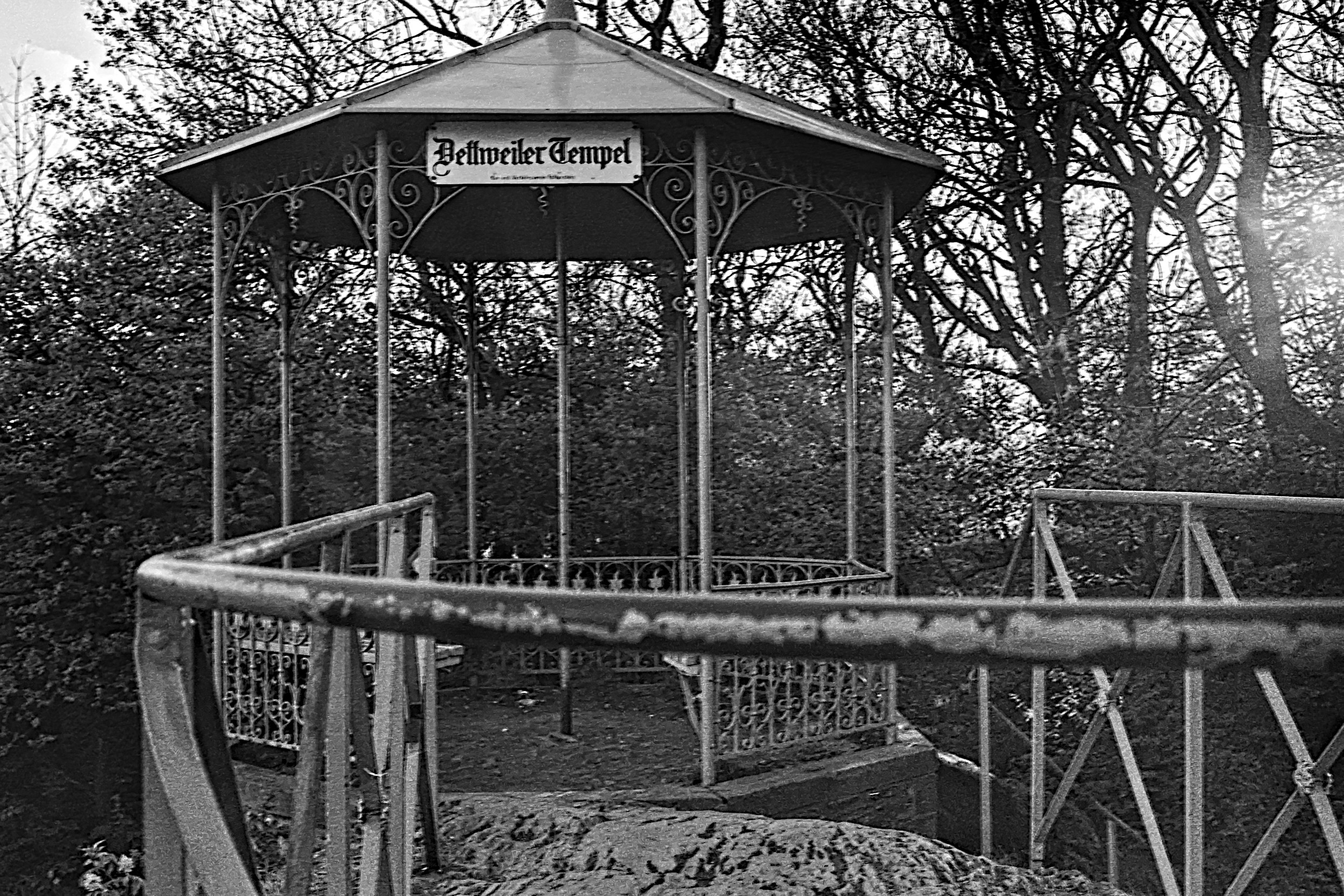
Dettweiler Tempel 1974
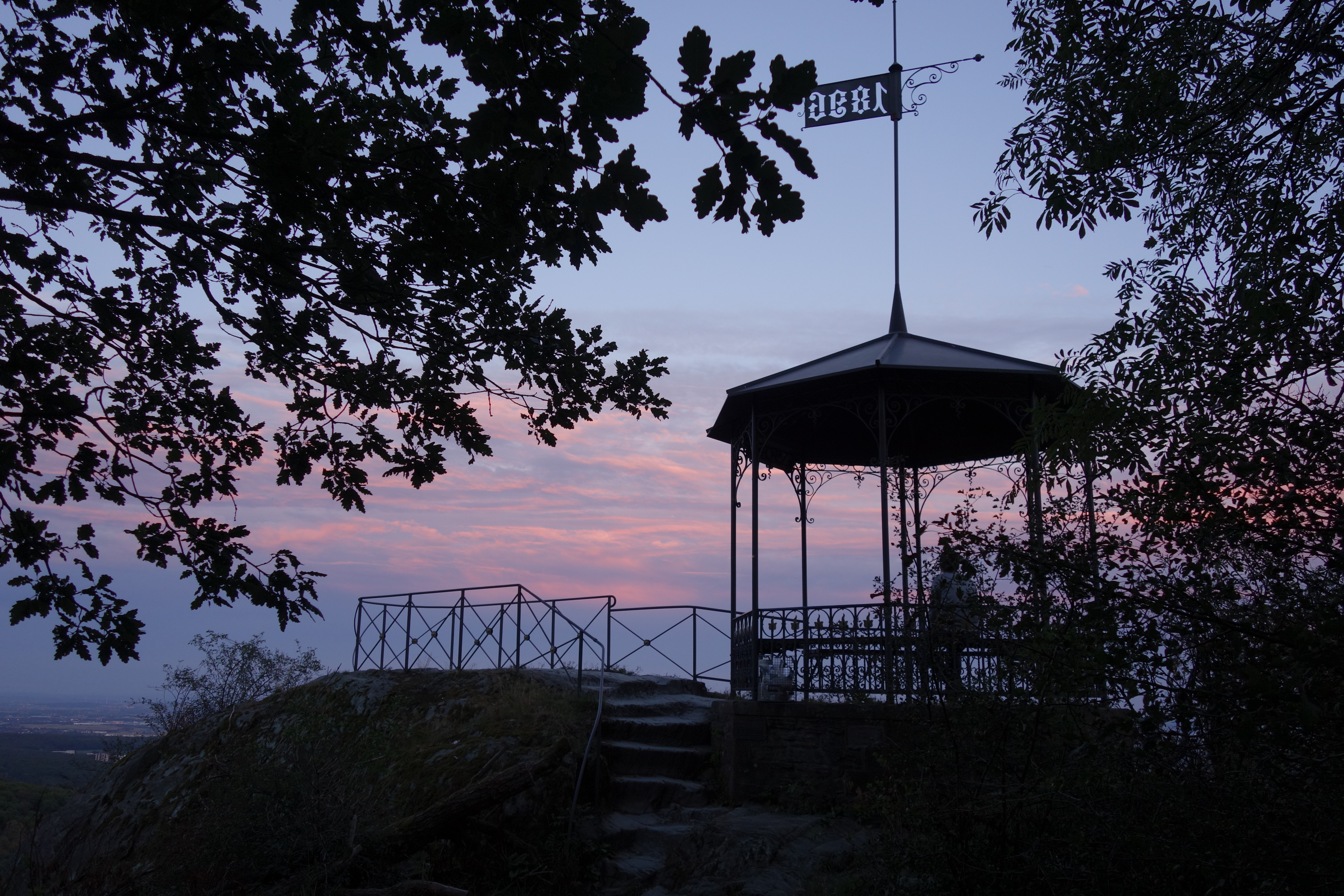
Aussichtspunkt Dettweiler-Tempel bei Sonnenuntergang

- Villa Rehe
- Dettweiler-Tempel
- Wirtschaftshof des ehemaligen Offiziersgenesungsheims
- Frankfurter Hof
- Altes Rathaus Falkenstein

## Persönlichkeiten
- Peter Dettweiler (1837–1904), langjähriger Leiter der Heilanstalt
- Julius Blau (1861–1939), Rechtsanwalt, lebte in Falkenstein
- Conny Meissen (1887–1955), Kinderbuchautorin und -illustratorin
- Ernst Majer-Leonhard (1889–1966), Pädagoge, gestorben in Falkenstein
- Eugen Kogon (1903–1987), Politikwissenschaftler, lebte 1952–1987 in Falkenstein
- Wilhelm Hasselbach (1921–2015), Biochemiker
- Walter Mayer (1926–2015), Physiker und Fernsehpionier, geboren und aufgewachsen in Falkenstein
- Hans Zimmer (* 1957), Komponist, lebte in Falkenstein

### Bürgermeister
Bürgermeister der selbstständigen Gemeinde Falkenstein waren:
- Hermann Groß (CDU) (Bürgermeister von 1945 bis 1948): Hermann Groß wurde 1945 von der Besatzungsmacht eingesetzt und bei den Kommunalwahlen in Hessen 1946 bestätigt.
- Ludwig Schmitt (parteilos) (Bürgermeister von 1948 bis 1968): Ludwig Schmitt war schon 1930 bis 1935 Bürgermeister gewesen und konnte sein Amt bei vier Wahlen verteidigen. Er wurde 1968 zum Ehrenbürger von Falkenstein ernannt.
- Georg Hahl (CDU) (Bürgermeister von 1968 bis 1972): Hahl und die Gemeindevertretung wehrten sich bis zum Bundesverfassungsgericht gegen den Zusammenschluss mit Königstein, waren aber nicht erfolgreich. Nach der Eingliederung Falkensteins nach Königstein wurde Hahl 1973 zum Bürgermeister in Schmitten gewählt.[11]